# Джарретт, Белла
Белла Джарретт (англ. Bella Jarrett, 9 февраля 1926, Адэрсвилл, Джорджия — 19 октября 2007, Гринвич-Виллидж, Нью-Йорк) — американская актриса театра, телевидения и кино, писательница. Её актёрская деятельность включает Бродвей, Офф-Бродвей, телесериалы и фильмы.

## Ранние годы
Белла Джарретт родилась 9 февраля 1926 года в Адэрсвилле, штат Джорджия. В детстве она решила выучить ручной алфавит, которым пользуются глухие люди, потому что ей было любопытно. Она училась в Уэслианском колледже в Мейконе, штат Джорджия, получив степень бакалавра искусств в 1947 году и степень магистра изящных искусств в 1948 году. После окончания университета она играла в общественном театре и работала в рекламе в Атланте, штат Джорджия. В 1951 году она вышла замуж за М. О. Торнбурга, сотрудника радиостанции WAGA в Атланте. В 1958 году Джарретт переехала в Нью-Йорк, чтобы начать актёрскую карьеру. После переезда она сначала работала в отделе рекламы в магазинах, а затем стала директором по связям с общественностью Abercrombie & Fitch. Через год она уволилась с работы по связям с общественностью и сняла квартиру, чтобы иметь возможность участвовать в любых прослушиваниях.

## Карьера
Джарретт начал играть в 1950-х годах в местных театральных группах в Атланте, Хьюстоне, Бостоне и Вашингтоне. На её счету роли в телесериалах «Все мои дети», «Доктора» и «Другой мир». Её дебют на Бродвее состоялся в 1970-х годах. Она участвовала в нескольких бродвейских постановках, в том числе «Один раз в жизни» и «Лолита». Джарретт также участвовала во внебродвейских постановках «Добродушный человек», «Федра» и «Вальс Тореадор». Фильмы, в которых она играла: «Клуб «Коттон», «Одинокий парень» и «Бойцы ада». Джарретт написала четыре любовных романа, два из которых — под псевдонимом Белль Торн. Её первый любовный роман был опубликован Dell — вторым издательством, с которым она связалась.
В обзоре скандальной католической комедийной пьесы «Сестра Мэри Игнатиус объясняет всё это для вас» Рита Роуз из The Indianapolis Star написала: «Театральные работы Беллы Джарретт могут соперничать с объёмом любого руководства по катехизису». Джарретт была частью сети Bedside Network, где она читала и выступала для людей, страдающих хроническими заболеваниями. Она также была членом Call for Action и Mensa International, крупнейшего и старейшего общества людей с высоким IQ в мире. Она умерла 19 октября 2007 года в своём доме в Гринвич-Виллидж.